# Kuno Ruben Gabriel
Kuno Ruben Gabriel (ur. 1929 w Berlinie, zm. 25 maja 2003 w Rochester) – amerykańsko-izraelski statystyk, profesor Uniwersytetu w Rochester oraz wieloletni pracownik naukowy Uniwersytetu Hebrajskiego w Jerozolimie. Twórca tzw. grafu Gabiela. Był członkiem American Statistical Association. 

## Ważniejsze prace
- A new statistical approach to geographic variationanalysis, "Systematic Zoology", vol. 18, s. 259-278, 1969 (wspólnie z Robertem Reuvenem Sokalem).